# (3468) Urgenta
(3468) Urgenta est un astéroïde de la ceinture principale.

## Description

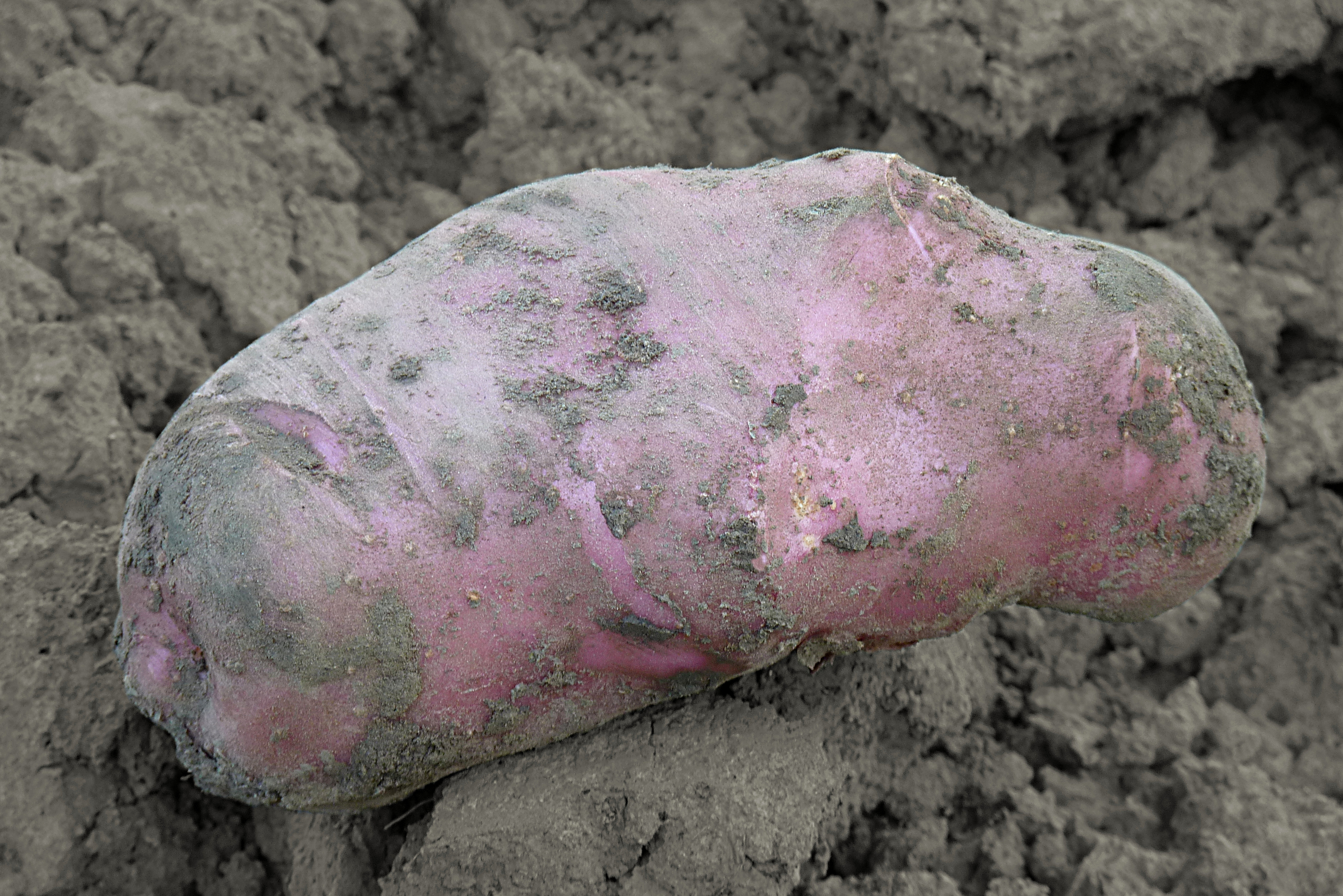
La « Désirée », juste sortie de terre. Elle est obtenue par croisement de la variété « Urgenta ». La forme de la pomme de terre peut rappeler celle d'un astéroïde.

(3468) Urgenta est un astéroïde de la ceinture principale. Il fut découvert par l'astronome Paul Wild le 7 janvier 1975 à l'observatoire Zimmerwald. Il présente une orbite caractérisée par un demi-grand axe de 3,02 UA, une excentricité de 0,082 et une inclinaison de 10,98° par rapport à l'écliptique.
D'après le Minor Planet Center, il fut nommé en référence « à la variété de pommes de terre néerlandaise Urgenta, peut-être une allusion à la forme probable de l'astéroïde. Cela pourrait indiquer également que la date buttoir à partir de laquelle le découvreur perdait le privilège de nommer l'objet se rapprochait. ».

## Compléments